# Paulo Rónai
Paulo Rónai (Budapest, 13 d'abril de 1907 − Nova Friburgo, 1 de desembre de 1992) va ser un traductor, crític, i professor brasiler de francès i llatí, nascut a Hongria. És el pare de la periodista Cora Rónai.

## Obres publicades
- Escola de tradutores (1952)
- Gramática completa do francês (1969)
- A tradução vivida (1981)
- Como aprendi o português e outras aventuras (1956)
- Não perca o seu latim (1980)
- Dicionário francês-português (1980)
- Gradus primus (1985)
- Gradus secundus (1986)

## Premis[1]
- Premi Orde de Rio Branco - (govern del Brasil)
- Premi Palmes Académiques i Ordre National du Mérite - (govern francès)
- Premi de l'Ordre de l'Estrella amb Corona d'Or - (govern d'Hongria)
- Premi Sílvio Romero - Academia Brasileira de Letras
- Premi Machado de Assis - Academia Brasileira de Letras